# 赤間浩一
赤間 浩一（あかま ひろかず、1967年8月22日 - 2020年9月1日）は、日本の俳優。
神奈川県茅ヶ崎市出身。演劇集団 円所属。身長178cm。体重68kg。

## 出演

### 映画
- シルミド（2003年）※2005年のテレビ放送時の吹き替え
- 母べえ（2008年）

### テレビドラマ
- 相棒 season 7 - ニセ刑事・桑原
- 和泉教授夫妻シリーズ2 湯布院殺人事件
- 偽りのドレス
- ウルトラシリーズ
  - ウルトラマンネクサス 第7話「魔人 - ファウスト -」（2004年） - 警官
  - ウルトラマンマックス 第24話「狙われない街」（2005年） - 工員・赤間
- 永遠の君へ
- 篝警部補の事件簿1
- 風に舞いあがるビニールシート
- 監察医・室生亜季子31 - 木村刑事
- 切り裂かれた天使
- 喰いタン2
- クライマーズ・ハイ
- 刑事・鬼貫八郎13
- 検事・朝日奈耀子1 - 刑事
- こころ
- 最後の赤紙配達人〜悲劇の召集令状64年目の真実〜
- 殺人予告
- 事件記者・三上雄太2
- 信濃のコロンボ事件ファイル2
- 指紋捜査官・塚原宇平の神業1 生き返った指紋
- 主婦探偵・河原綾子 のぞき見事件簿!
- 小京都ミステリー28 長崎ビードロ殺人事件
- スクール!!
- ダブルス〜二人の刑事
- チェイス〜国税査察官〜
- 伝説のマダム
- 長良川殺人事件
- はぐれ刑事純情派15
- ハマの静香は事件がお好き1
- ビギナー
- 弁護士 朝吹里矢子3
- 棟居刑事の純白の証明
- 盲目のピアニスト
- 旅行作家・茶屋次郎11
- 六月の花嫁

### 舞台
- イリュージョン・コミック
- ウガンダ
- 永遠: PART1. 彼女
- 空騒ぎ
- この夏、突然に（ジョージ・ホリー）
- シラノ・ド・ベルジュラック
- 卒塔婆小町
- 長州幕末青春譜・百年一瞬
- 花ある風景（桂小五郎）
- ビロクシー・ブルース
- ファウスト
- マクベス（アンティフォラス兄）
- まちがいつづき